# パレ・ド・ジュスティス (パリ)
パリのパレ・ド・ジュスティス（Le palais de justice de Paris、パリ司法宮）は、フランスパリ1区のシテ島にあり、島の約3分の1を占める建物(パレ・ド・ジュスティス)である。破毀院、パリ控訴院(fr)、パリ重罪院、パリ大審裁判所、検察局及び弁護士会など複数の主要司法機関が置かれている。
建物は次の各通りに面している :
- 北　ロルロージュ河岸
- 東　パレ大通り
- 南　オルフェーブル河岸
- 西　アルレー通り（なお、アルレーは初代パリ高等法院長の名。）及びドフィーヌ広場

最寄駅は、パリメトロ4号線シテ駅

## 歴史

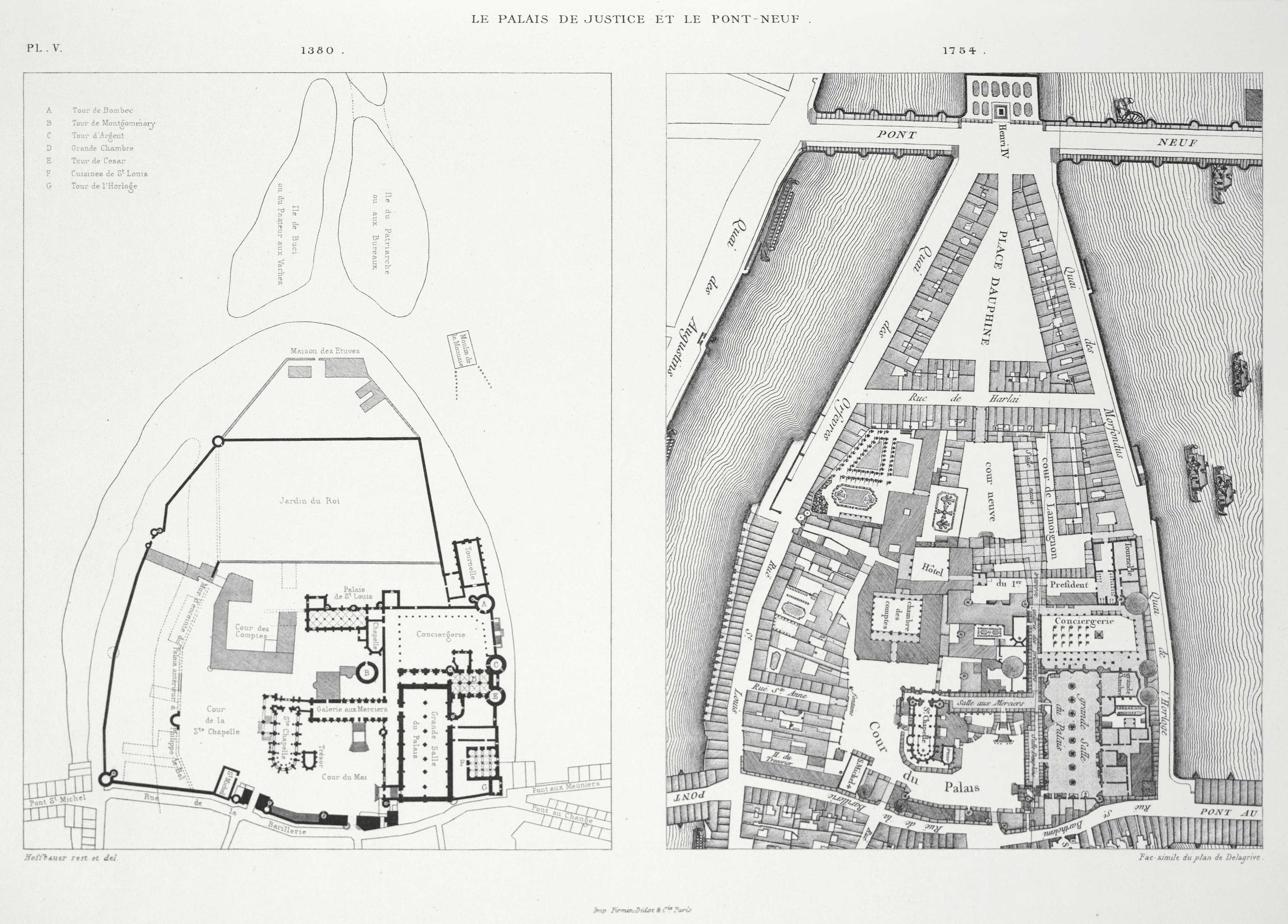
1380年（左）と1754年（右）の地図

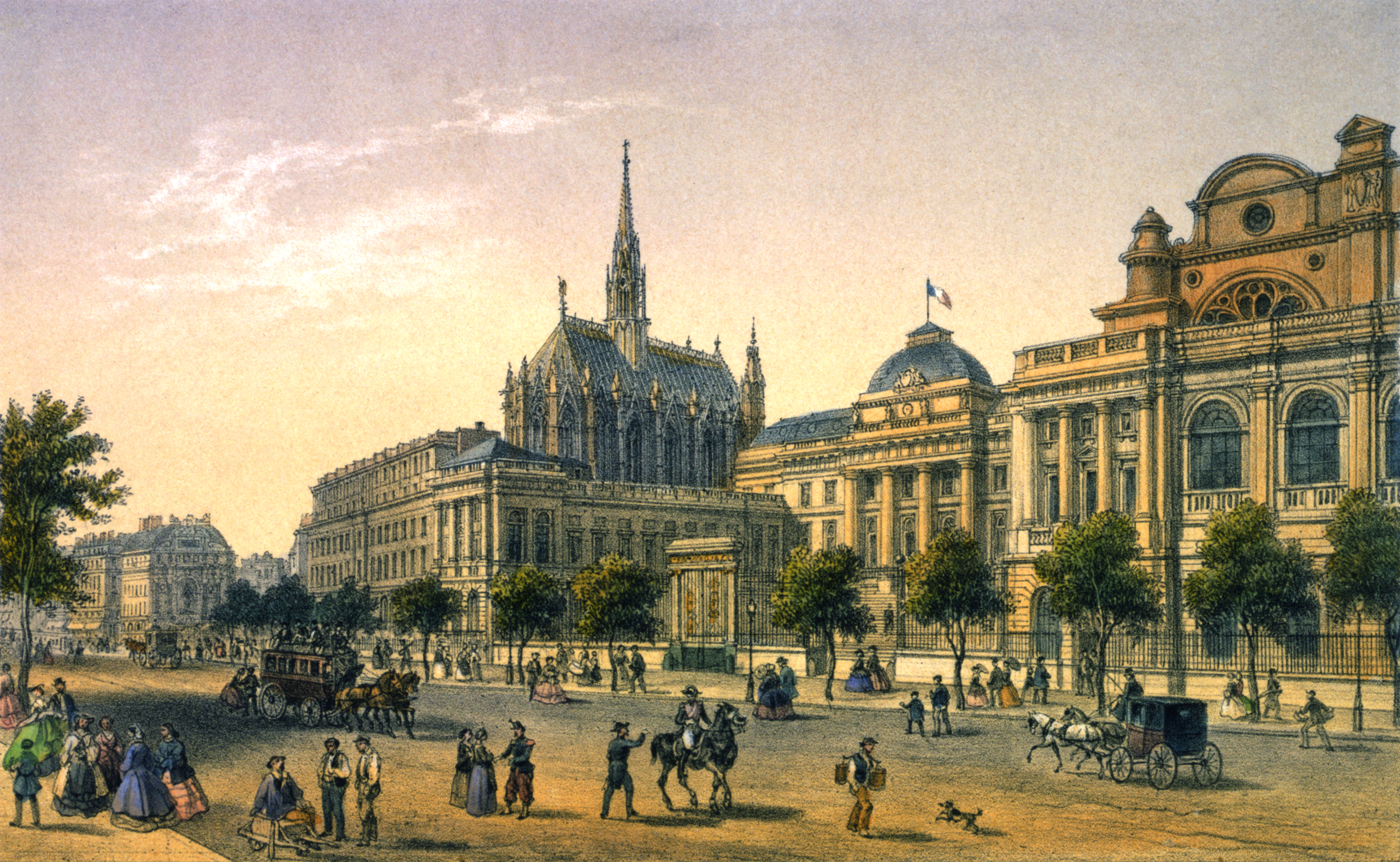
19世紀前半の様子

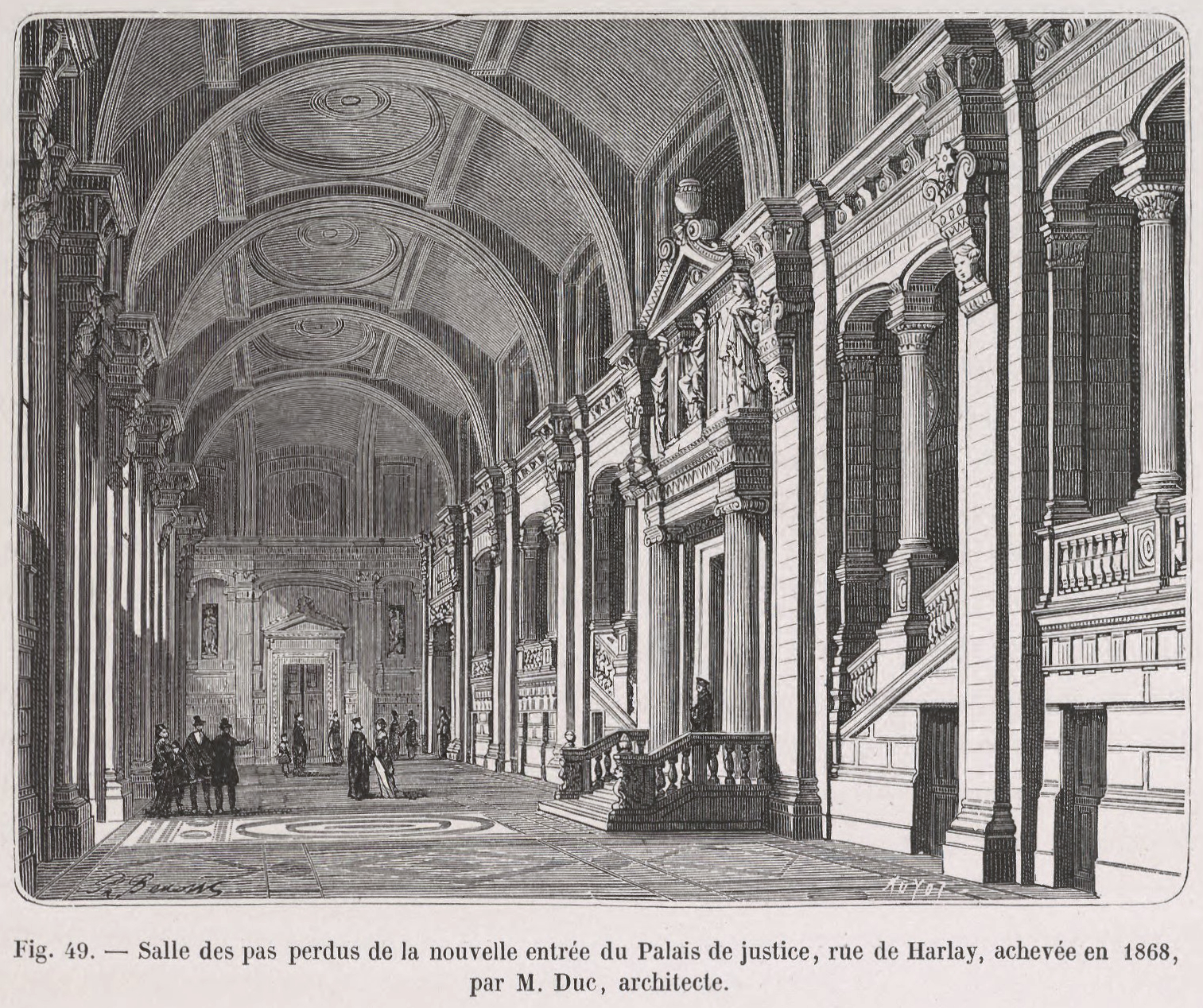
パリ・コミューン による放火後の新しいホール

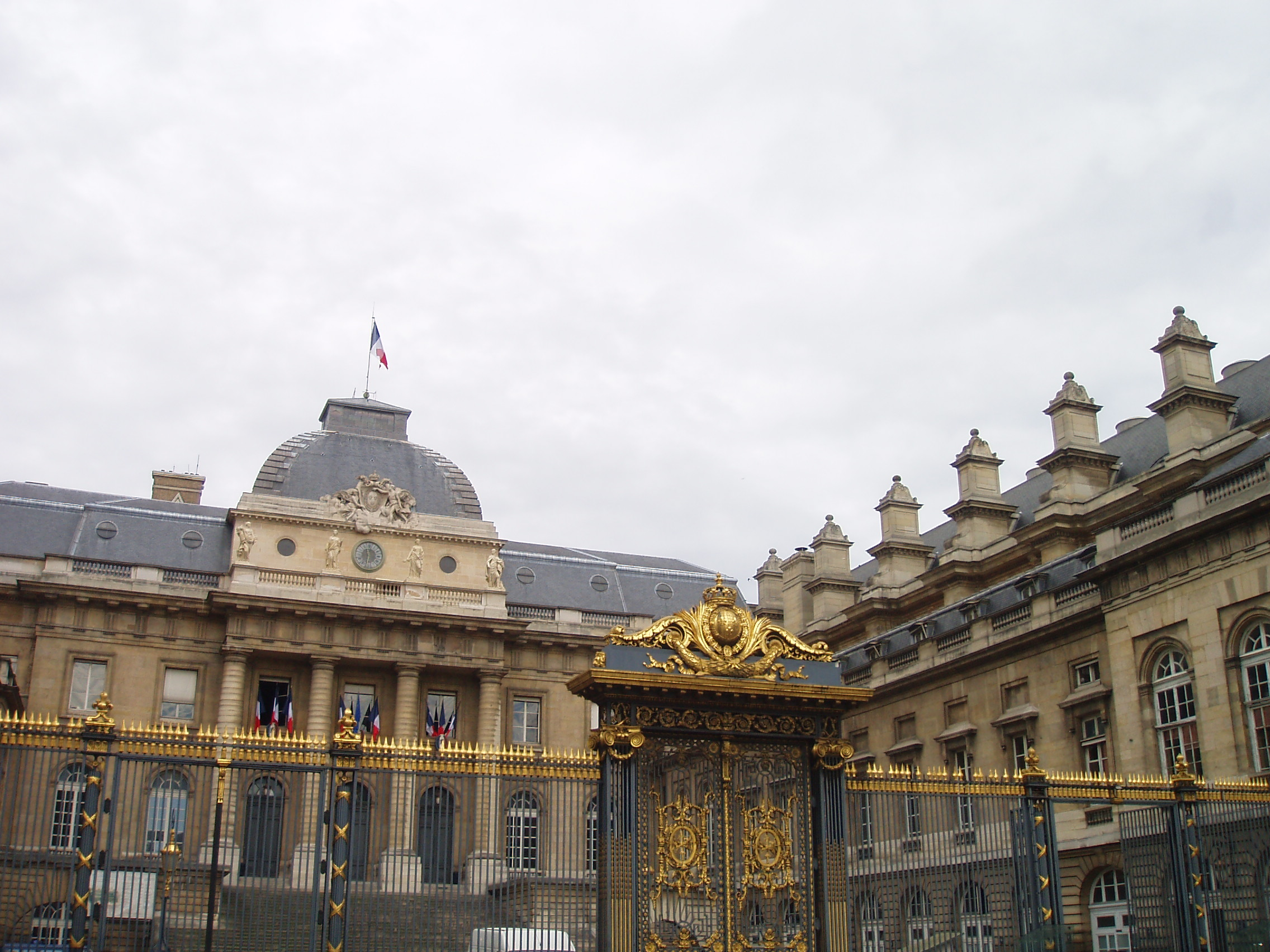
cour du Mai（中庭）の鉄柵

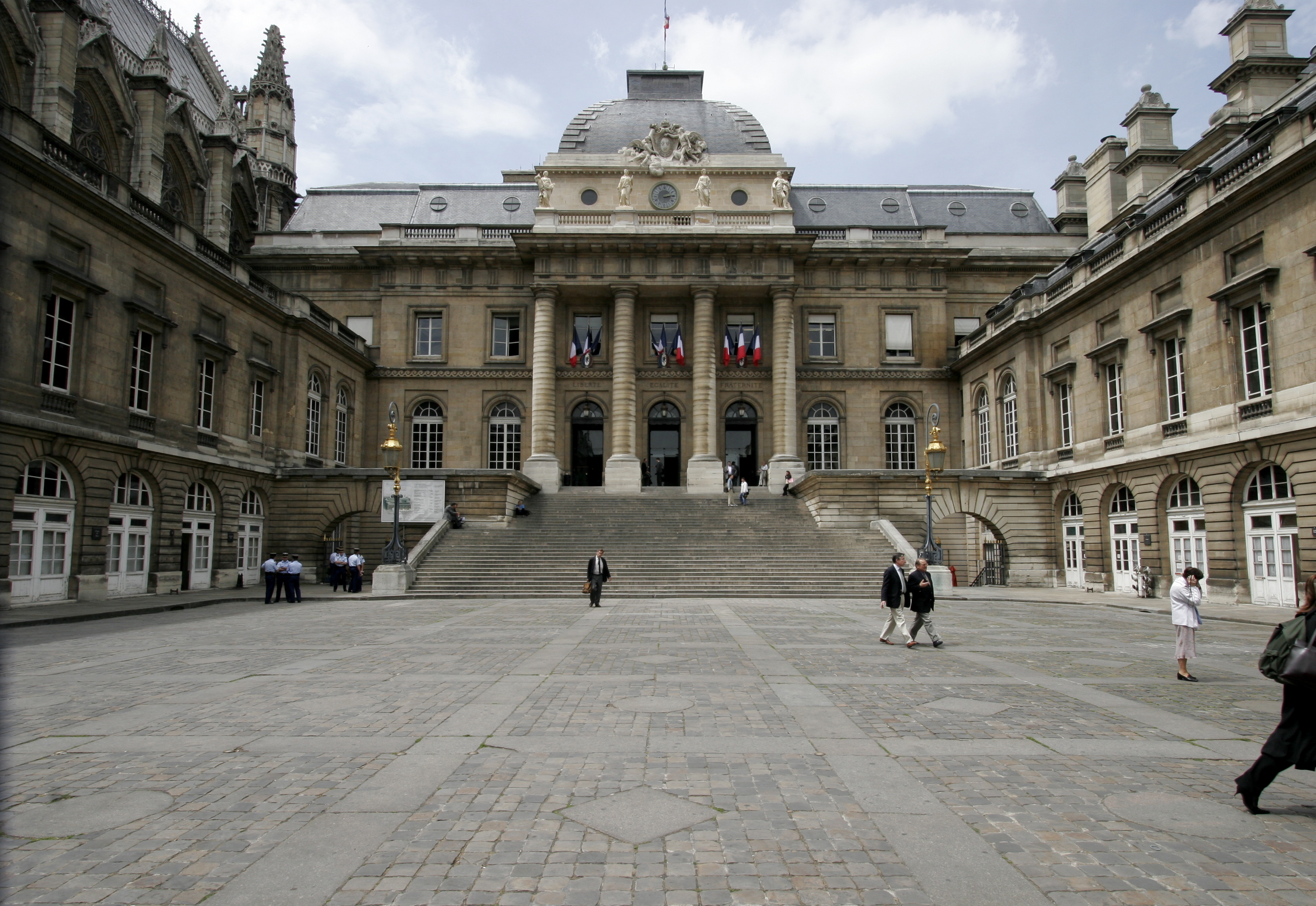
cour du Maiでは、恐怖政治期、死刑を宣告された受刑者の一団が駐留させられた。奥は東側のファサード。

パレ・ド・ジュスティスは、かつての王会（国王顧問会議）の建物である。王会は、パリ高等法院や他のあらゆる旧・終審裁判機関（元帥裁判権など）及び現在も残る終審裁判機関（破毀院及びコンセイユ・デタ）、さらに会計検査院、大法官府などからの上訴を受けていた。パレ・ド・ジュスティスは、元々カペー朝時代の王宮だったシテ宮に起源があり、調理場付きの大広間、コンシェルジュリー、サント・シャペル、複数の塔及び様々な建物の用地など王宮当時の遺跡が残っている。
シャルル5世 の治世下、シテ宮からサン・ポール館への居城の移転が決定されたが、パリ高等法院や会計検査院、大法官府など司法機構はそのままシテ宮に残された。
この宮殿は複数回の火災に遭っている。1601年、ホールに被害が及び、フランス王の木像コレクションが失われた。1618年、大広間に猛威を振るい、サロモン・ド・ブロスに再建が託された。1630年、サント・シャペルの尖塔が炎の犠牲となり、続いて1737年には会計検査院が同様の被害を被った。1776年、ルイ16世の治世下、コンシェルジュリーとサント・シャペルとの間の部分が火災に焼き尽くされた。
中庭（Cour du Mai）にそびえ立つファサードは、建物の主玄関で、1783年から1786年にかけて、列柱を伴う新古典主義様式で修復された。中庭を飾る壮大な柵は、鍛造された鉄製で、金箔を用いてとても精巧な細工が施されている。この柵は、1776年に金具制作の名匠Bigonnetによって、制作された。フランス革命期の1793年4月6日から1795年5月31日まで、ここに革命裁判所が置かれた。

フランス復古王政期のパレ・ド・ジュスティスは、政治的に新たな次元に達した。実際、ルイ18世とシャルル10世以降、司法的審理において、議会制的審議に対する優位が議論された。新たな職位が創設されたが、増大する事務を受け入れるだけの十分な余裕が建物にはなかった。最初の修復工事が計画されたのは、この頃のことである。事件数の増大は止まることを知らず、7月王政下で、壮大な建物の増床計画が開始された。ジャン＝ニコラ・ユイヨが、荘厳な大建造物の増床及び防火計画の統括を任された。
ユイヨの死後である1840年、建築家ジョセフ＝ルイ・デュックとオノレ・ドメは、この計画実現のために指名された。しかし、2月革命勃発のために、彼らを任命したルイ・フィリップがこの工事の完成を見ることはなかった。計画が順調に進むようになったのは、ナポレオン3世治世下に至ってからである。カール大帝とフィリップ・オーギュストの彫像は、いずれも、彫刻家フィリップ＝ジョセフ＝アンリ・ルメールによる1860年の作品である。
1870年の普仏戦争でナポレオン3世が退位する一連の出来事が起こった頃に、工事はほぼ完成した。しかし、1871年5月24日、崩壊寸前のパリ・コミューン によって、パレ・ド・ジュスティス内の様々な場所に火が放たれた。この火事によって、四半世紀に及んだ工事はほぼ無に帰し、そこから工事を再開せざるを得なかった。デュックが1879年に亡くなった後、ドメが新たに建物の建築責任者に任命された。計画は復旧し、工事は1883年に再開した。もっとも、コンシェルジュリーはこの年に完成した。1914年以降、パレ・ド・ジュスティスにはこれほど大規模な工事はなされていない。
新古典主義様式の南側ファサードには、1944年8月のパリの解放時の多数の弾痕が刻まれている。

## 現代

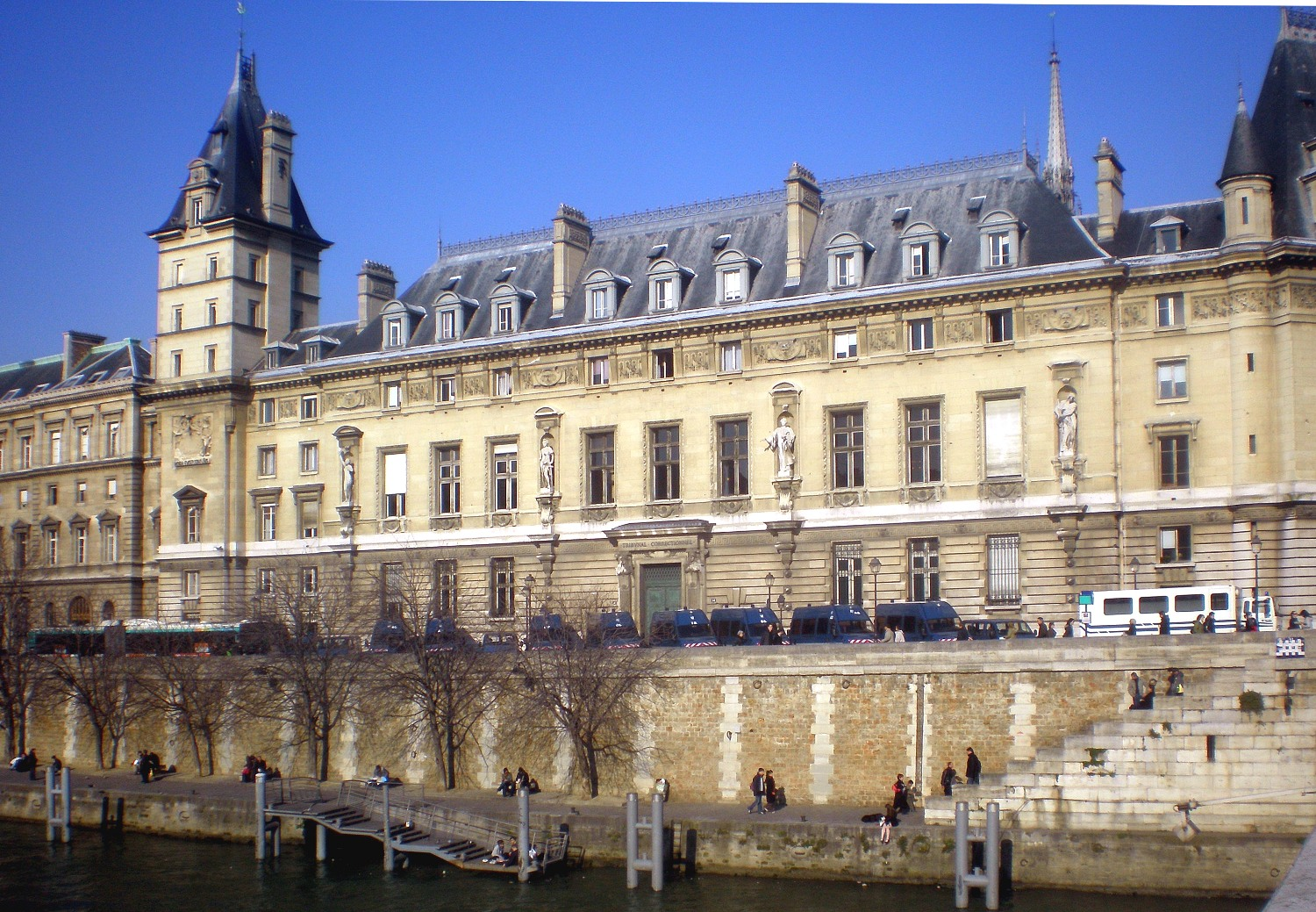
オルフェーヴル河岸に面した建物は、検事局に割り当てられている。

パレ・ド・ジュスティスは、今日常に、フランスの司法機構制度の悩みの種の中心地である。なぜなら、特にフランスの司法系統の最高裁判所である破毀院が置かれているからである。
パリ控訴院及びパリ大審裁判所もまたこの地におかれている（パリの各小審裁判所は各区に分散して存在している。）
それぞれの審級に応じた検察局もパレ・ド・ジュスティスに入居している。 

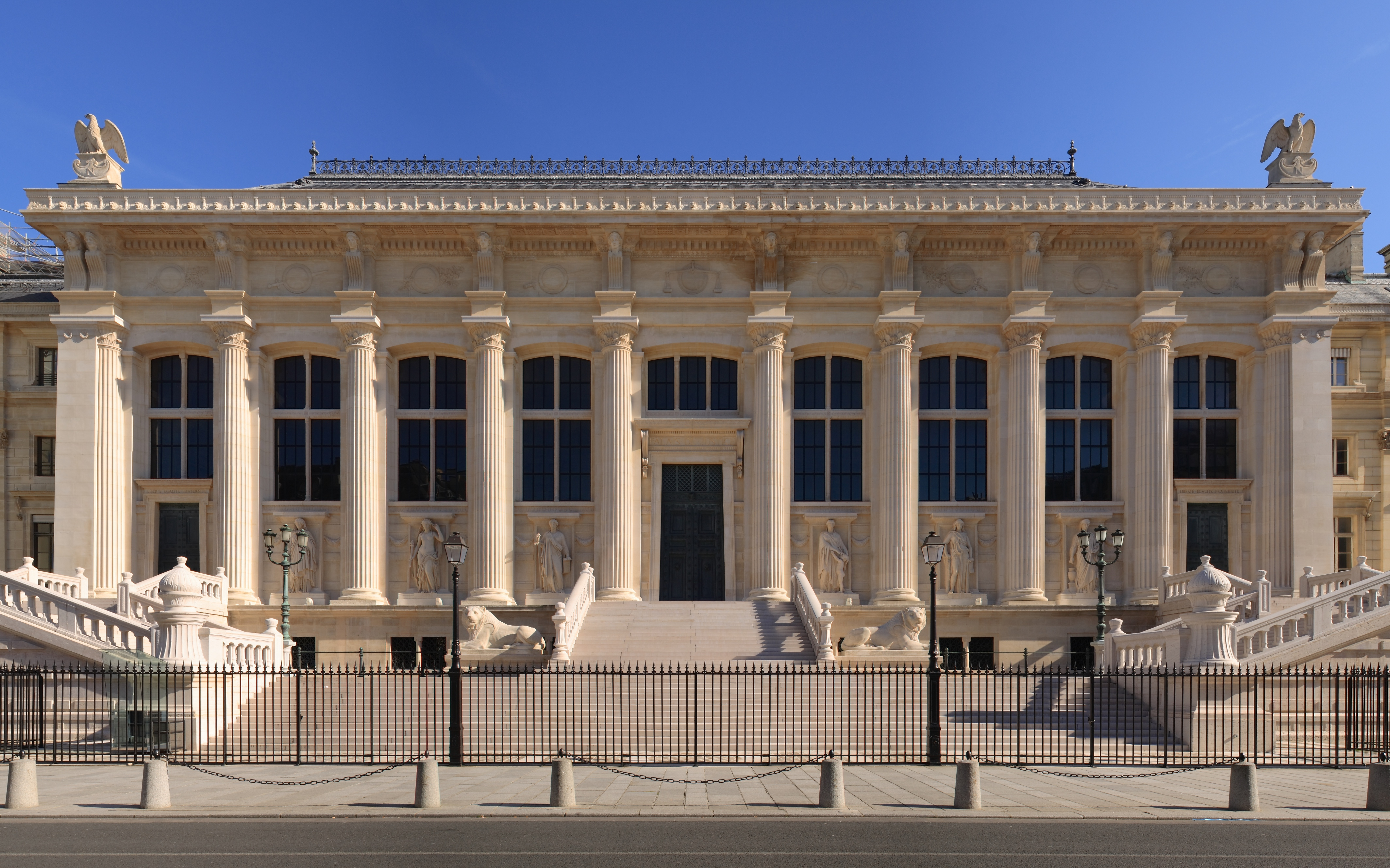
アルレー通りに面した西側のファサード(重罪院の入口)

弁護士会も、事務局、図書館及び会議室などを置いている。
パリ地域圏司法警察局（パリDRPJ）が、オルフェーヴル河岸36番地の建物に事務所を割り当てられている。
公判等のために法的な身体拘束を受けて自由を制限されている人たちは、パレ・ド・ジュスティス内の2か所で拘束されている。
- le dépôt（デポ）：警察によって管理されている。主に、ガルダ・ヴュー（監置。概ね日本の逮捕に相当）を受け、即時出頭手続（概ね日本の略式手続に相当）への出廷を待つための施設。
- la souricière（スリシエール） (デポから法廷へつながる地下施設)：拘置所によって管理されており、刑罰適用裁判官の審理を待つ受刑者のための施設。

## 大審裁判所移転計画

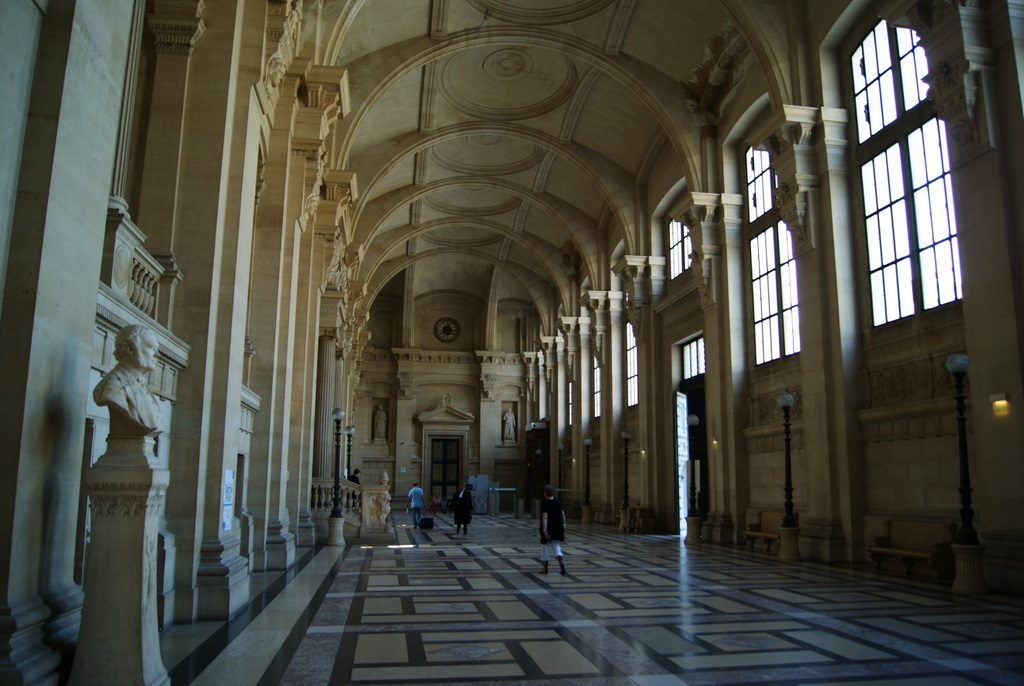
初代パリ高等法院長の名を冠したアシル・ド・アルレー広間（建物西端にある。）

2017年に、各区に分散している小審裁判所、大審裁判所及び司法警察がすべてバティニョール17区 (パリ)のパリ司法都市（建設予定）に移転する見込みである。
実際、現在のパレ・ド・ジュスティスは約90000m²であり、大審裁判所には37000m²、控訴院には15000m²しか割り当てられていないが、いずれも現在の2倍程度の面積が必要とされている。司法省 (フランス)によれば、裁判所の面積は、パリ以外の大きな裁判所では1人当たり25m²から30m²であるのに、パリでは1人当たり13m²しかない。
この計画が実行されると、シテ島に残るのは、破棄院、控訴院(fr)、移転してくる労働審判所（現在は10区 (パリ)の27 rue Louis-Blancにある。）となる。同様にシテ島のrue Chanoinesseには国立司法学院が残る。
なお、2012年末、この計画は、27億ユーロに及ぶその予算額を勘案して、クリスチャーヌ・トビラ司法大臣によって一時停止されたが、2013年1月、ジャン＝マルク・エロー首相によって、この計画の実行が最終確認され、建築契約も再交渉された。